# Kullu (Distrikt)
Der Distrikt Kullu (Hindi: कुल्लू जिला) ist ein Distrikt des indischen Bundesstaats Himachal Pradesh. Sitz der Distriktverwaltung ist Kullu.

## Geografie

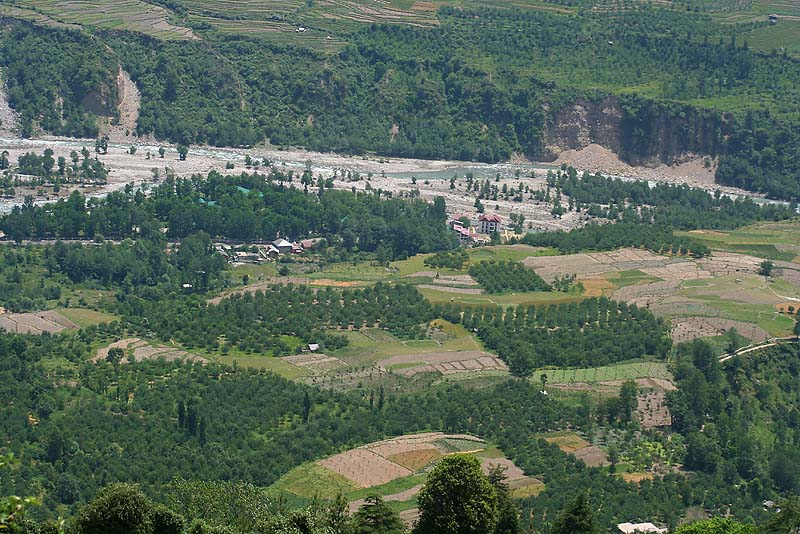
Felder am Flussufer des Beas

Der Distrikt Kullu liegt zentral im Bundesstaat Himachal Pradesh südlich des Hauptkamms sowie an den Ausläufern des Himalayas. Nachbardistrikte sind Kangra im Westen, Mandi im Südwesten, Shimla im Süden, Kinnaur im Osten sowie Lahaul und Spiti im Norden. Die Fläche des Distrikts Kullu beträgt 5.503 Quadratkilometer. Im Westen des Distrikts befindet sich das Kullutul am Oberlauf des Beas mit den Siedlungszentren Manali, Kullu und Bhuntar. Die Flusstäler der linksseitigen Beas-Zuflüsse Parbati, Sainj und Tirthan bilden weitere Siedlungsräume im Distrikt. Entlang der Südgrenze des Distrikts verläuft der Satluj. Im Nordosten von Kullu erstrecken sich die Gebirgskämme südlich des Himalaya-Hauptkamms. Dort befindet sich der Great-Himalayan-Nationalpark. Im Nordwesten von Kullu verläuft die Bergkette des Pir Panjal.

## Verwaltungsgliederung
Der Distrikt Kullu ist in folgende Tehsils gegliedert: Kullu, Nirmand, Banjar und Manali.

## Bevölkerung
Nach der Volkszählung 2011 hat der Distrikt Kullu 437.903 Einwohner. Die Bevölkerungsdichte liegt mit 80 Einwohnern pro Quadratkilometer unter dem Durchschnitt des Bundesstaates.  